# ГЕС Емборкасан
ГЕС Емборкасан (порт. Usina Hidrelétrica de Emborcação) — гідроелектростанція на сході Бразилії на межі штатів Мінас-Жерайс та Гояс. Розташована перед ГЕС Ітумбіара, становить верхній ступінь каскаду на Паранаїбі (правий виток другої за довжиною річки Південної Америки Парани).
У межах проєкту Паранаїбу перекрили кам'яно-накидною греблею із глиняним ядром висотою 158 метрів, довжиною 1507 метрів та шириною по гребеню 15 метрів, під час спорудження якої воду відвели за допомогою тунелю діаметром 14 метрів та довжиною понад 0,5 км. Гребля утримує велике водосховище з площею поверхні 477 км2 та об'ємом 17,7 млрд м3 (корисний об'єм 12,3 млрд м3), в якому можливе операційне коливання рівня поверхні між позначками 615 та 661 метр НРМ.
Зі сховища вода подається до пригреблевого машинного залу через чотири водоводи діаметром від 7,5 до 6 метрів. Зал обладнали чотирма турбінами типу Френсіс потужністю по 298 МВт, що при напорі у 128,5 метра повинні виробляти 4,35 млрд кВт·год електроенергії на рік.